# Laurie Spiegel

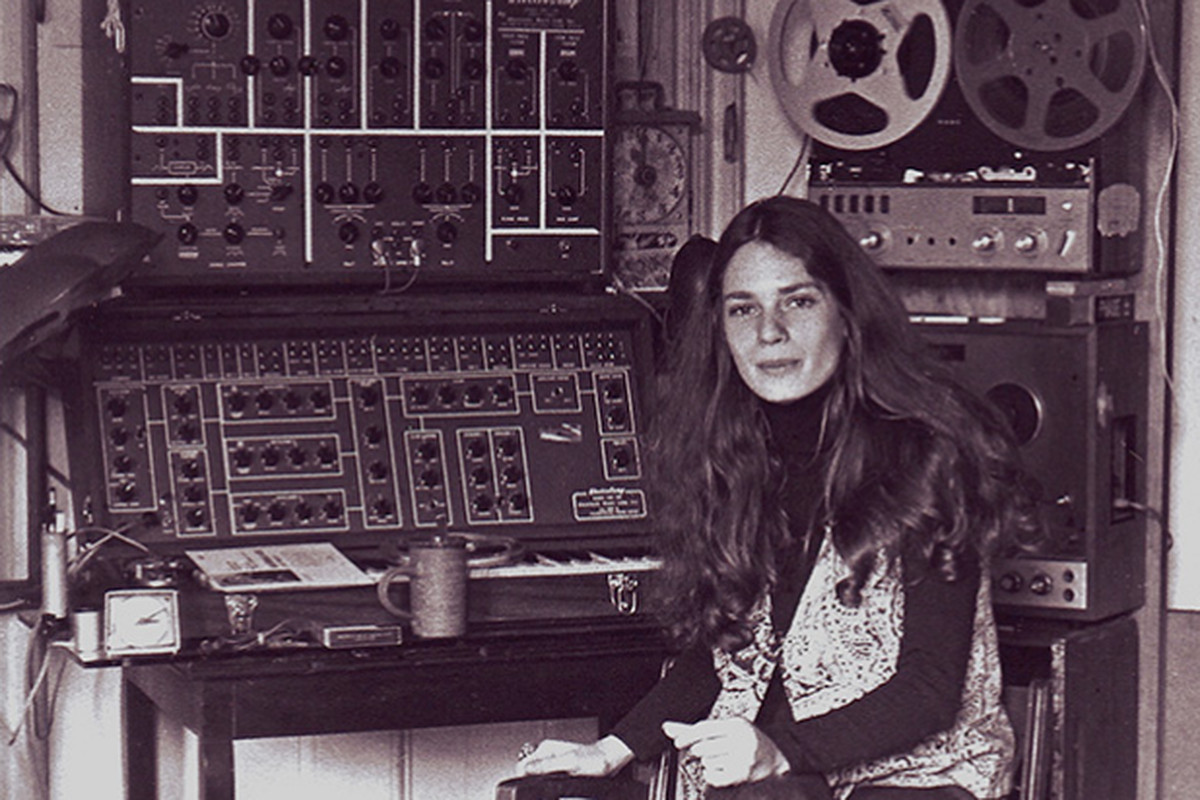
Laurie Spiegel

Laurie Spiegel (* 20. September 1945 in Chicago, Illinois) ist eine US-amerikanische Komponistin.

## Leben
Spiegel spielte in ihrer Jugend Gitarre, Banjo und Mandoline. Nach einem Studium der Sozialwissenschaften studierte sie in London privat klassische Gitarre und Komposition. Danach hatte sie an der Juilliard School of Music Unterricht in Renaissance- und Barocklaute und nahm Kompositionsunterricht bei Jacob Druckman und Vincent Persichetti.
In den 1970er Jahren zählte Spiegel zu den Pionieren der Computermusik in New York und verwendete Algorithmen für ihre Kompositionen. Sie entwickelte die Kompositionssoftware Music Mouse. Werke aus dieser Zeit erschienen auf dem Album The Expanding Universe beim Label Philo. Spiegels Umsetzung von Johannes Keplers "Harmonices Mundi" (Music of the Spheres) ist der erste Titel des Abschnitts "Sound of Earth" der Voyager Golden Records, die sich an Bord der 1977 im Rahmen des Voyager-Programms gestarteten Raumsonden befinden. Später entfernte sie sich von der New Yorker Avantgardeszene. Trotz komplexer kompositorischer Strukturen und des Einsatzes moderner elektronischer Technologie steht bei ihren Kompositionen der musikalische Ausdruck im Vordergrund.
Ihre Komposition "Sediment" von 1972 wurde für den Soundtrack des Films Die Tribute von Panem – The Hunger Games (2012) ausgewählt.
2013 wurde sie mit dem SEAMUS Award ausgezeichnet.
2023 wurde sie für ihr Lebenswerk vom ZKM | Zentrum für Kunst und Medien Karlsruhe mit dem Giga-Hertz Hauptpreis für elektronische Musik und Klangkunst ausgezeichnet.

## Werke (Auswahl)

### Kompositionen

#### 1970 bis 1980
- Passacaglia für klassische Gitarre, 1970
- A Deploration für Flöte und Gitarre oder Vibraphon, 1971
- Three Motets in Sixteenth Century Style, 1971
- Three English Gardens: Afternoon, Evening, and Night für Buchla-Synthesizer
- Harmonic Spheres für Buchla-Synthesizer, 1971
- Four Movements für klassische Gitarre, 1968–72
- Sediment für Electrocomp Synthesizer, 1972
- The Library Of Babel, Schauspielmusik für Electrocomp Synthesizer, 1972
- The Clinic Schauspielmusik für Electrocomp Synthesizer, 1973
- A Meditation, elektronische Musik, 1974
- Appalachian Grove für GROOVE system, 1974
- War Mime, Video-Soundtrack für Electrocomp Synthesizer und musique concrète, 1974
- Studies for Philharmonia, audio-gesteuertes Video (in Zusammenarbeit mit Tom DeWitt, Phil Edelstein u. a.), 1974
- Das Ring, computergesteuerte Audio- und Videosynthese (mit Bill Etra), 1975
- Emma, Filmmusik, 1975
- A Study für klassische Gitarre, 1975
- Waves Dance Score für neun Instrumente und Tonband, 1975
- Escalante, Ballettmusik, 1977
- Kepler’s “Harmony of the Planets”, Computermusik, 1977
- An Acceleration für GROOVE system (mit Kenneth Knowlton), 1978
- A Short Canon für klassische Gitarre oder Klavier, 1978
- An Album Leaf für Klavier, 1980
- Two Nocturnes für Elektronik und Tonband, 1980
- Modes, Computermusik, 1980
- The Phantom Wolf, Filmmusik für Electrocomp Synthesizer, Laute, Gitarre, Banjo, Mundharmonike und Bambusflöte, 1980
- A Canon für Kammerensemble und Computer, 1980
- Phantoms für Kammerensemble und Tonband, 1980

#### 1981 bis 2000
- Unicorn, Computer-Filmmusik, 1982
- Progression, Computermusik, 1982
- Hearing Things für Kammerorchester, 1983
- Idea Pieces, Computermusik, 1983
- Harmonic Rhythms für McLeyvier Synthesizer, 1983
- Over Time, Ballettmusik für McLeyvier Synthesizer, 1984
- A Cyclic Score für Klavier, 1984
- A Stream für Mandoline, 1984
- Dissipative Fantasies, Filmmusik für McLeyvier Synthesizer, 1986
- MusicMouse – An Intelligent Instrument interactive generative musical process für PCs, 1985–86
- MusicMouse Demonstration Music, zwölf computergestützte Improvisationen, 1986
- Music for Signals, Computer-Ballettmusik, 1986
- Fantasy on a Theme from Duarte’s “English Suite” für klassische Gitarre, 1990
- Two Archetypes: Hall of Mirrors, Hurricane's Eye, Computermusik, 1990
- Two Intellectual Interludes (Data and Process): A Strand Of Life (“Viroid”), and From A Harmonic Algorithm, Computermusik, 1990
- Three Movements für Cembalo, 1990
- Continuous Transformations, Soundtrack für einen computergenerierten Film, 1990
- A Volume of Three Dimensional Julia Sets, Musik zu einem computergenerierten Animationsfilm, 1990
- A Musette für Cembalo, Klavier oder ein anderes Tasteninstrument, 1990
- Semper Mutans, Videoinstallation, 1994
- Lift off, elektronische Musik, 1999

#### Ab 2001
- Conversational Paws, 2001
- New York November 2001 für Banjo, 2001
- Current Events, elektronische Musik, 2002
- Anon a Mouse für elektronisch bearbeitete Tierlaute, 2003
- Remembering Home, Video mit elektronisch bearbeiteten Banjoaufnahmen, 2006
- A Stream für Violine solo, 2007

### Singles
- 2003: Harmonices Mundi – Table Of The Elements

### Alben
- 1980: The Expanding Universe – Philo
- 1991: Unseen Worlds – Scarlet Records Inc.
- 2001: Obsolete Systems –         Electronic Music Foundation